# Stadio Luigi Ferraris
Stadio Comunale Luigi Ferraris, cunoscut și sub numele de Marassi după numele cartierului în care se află, este un stadion cu mai multe utilizări din Genova, Italia. Pe acest stadion se desfășoară meciurile de pe teren propriu ale echipelor Genoa și Sampdoria. A fost inaugurat în 1911 și este unul dintre cele mai vechi stadioane încă folosite pentru fotbal și alte sporturi din Italia. În afară de fotbal, stadionul a găzduit întâlniri de rugby ale echipei naționale a Italiei și, mai rar, unele concerte.
Stadionul este numit după Luigi Ferraris, un fotbalist, inginer și soldat italian care a murit în timpul Primului Război Mondial.